# 横山伊三郎
横山 伊三郎（よこやま いさぶろう、1892年（明治25年）1月20日 - 1965年（昭和40年）3月23日）は、大日本帝国陸軍軍人。最終階級は陸軍少将。

## 経歴
1892年（明治25年）に新潟県で生まれた。陸軍士官学校第26期卒業。1939年（昭和14年）8月1日に陸軍輜重兵大佐に進級し、1940年（昭和15年）8月に輜重兵第28連隊長（関東軍・第1方面軍・第28師団）に就任した。1944年（昭和19年）11月22日に陸軍輜重兵学校長に就任し、1945年（昭和20年）3月1日に陸軍少将に進級した。
1947年（昭和22年）11月28日、公職追放仮指定を受けた。